# Mazalquivir
Mazalquivir (en árabe: المرسى الكبير‎ Al-Marsā al-Kabīr; en francés: Mers el-Kébir), es un puerto situado en el noroeste de Argelia, en el extremo occidental del Golfo de Orán. El nombre de la ciudad significa en árabe «puerto grande». Población (estimación de 1987): 11 002 habitantes.

## Historia
La ciudad fue un arsenal naval del Imperio almohade en el siglo XII. Estuvo bajo la soberanía del Reino ziyánida de Tremecén en el siglo XV, hasta que fue tomada por los corsarios en 1492, los cuales la convirtieron en una base pirata.
Conquistada por una expedición española en 1505, serviría de base para la conquista, cuatro años después, de la cercana Orán, a cuya suerte permanecería unida durante los siguientes siglos. De esta época data el fuerte de Mazalquivir, obra de los más importantes ingenieros militares españoles de su tiempo. Siguió en manos españolas hasta 1708 (guerra de sucesión española), cuando ambas ciudades cayeron en manos del bey otomano de Argel. En 1732, Felipe V envía una expedición de 26 000 hombres al mando de José Carrillo de Albornoz, conde de Montemar, la cual recupera ambas ciudades. En 1790, un terremoto causa grandes daños en la ciudad, y dos años después, Carlos IV vende Mazalquivir y Orán al bey turco de Argel. En 1830, Francia se hace con ambas ciudades, que integra en su colonia de Argelia. Mazalquivir se incorpora en 1848 al departamento francés de Orán, uno de los tres en los que se dividió la colonia argelina.
En 1939, se convierte en una importante base naval francesa (la más importante del mar Mediterráneo junto con Tolón). En 1940, tras la firma del armisticio entre Francia y la Alemania nazi, el grueso de la flota francesa, el Escuadrón Atlántico (dos acorazados, dos cruceros, trece destructores, cuatro submarinos y un portahidroaviones), se encontraba anclado en el puerto de Mazalquivir (Mers el-Kébir). Ante el temor de que la flota cayese en manos de los alemanes, una flota de la Royal Navy británica, la Fuerza H, con base en Gibraltar, fue enviada a Mers el-Kébir (batalla de Mazalquivir). Ante la negativa de los franceses a unirse a los británicos, estos abrieron fuego y hundieron casi toda la flota. Casi 1300 marinos franceses murieron en el incidente, que enrareció enormemente las relaciones entre el Reino Unido y los franceses libres de De Gaulle y causó las iras del gobierno de la Francia ocupada del mariscal Pétain.
Bajo las condiciones de los acuerdos de Evian que pusieron fin a la guerra de Independencia de Argelia (1962), Francia debía retener el control de la base durante quince años. Sin embargo, Francia renunció a ella mucho antes, en 1968.